# Tambovka (Saràtov)
|  | Per a altres significats, vegeu «Tambovka». |

Tambovka (en rus: Тамбовка) és un poble de l'óblast de Saràtov, a Rússia, segons el cens del 2010 tenia 467 habitants. Pertany al districte municipal de Mokroús.